# Charadrius asiaticus
El chorlito asiático chico (Charadrius asiaticus), también conocido como chorlitejo del Caspio, chorlitejo del mar Caspio o chorlitejo asiático chico, es una especie de ave caradriforme de la familia Charadriidae.
Se reproduce en Asia occidental y central y migra hacia el sur hasta el este y sur de África para escapar del invierno del norte.

## Descripción

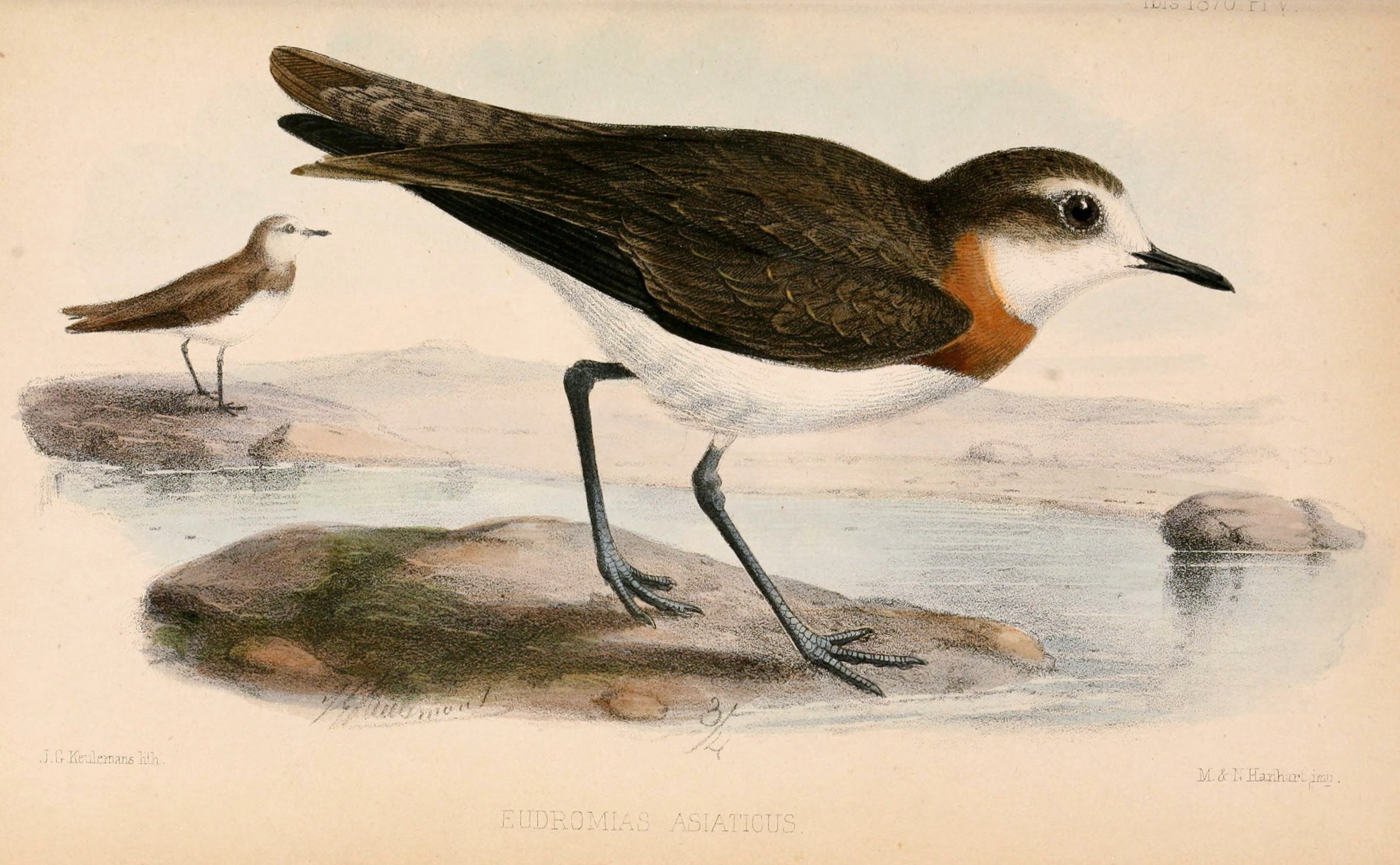
Ilustración de 1870.

Esta especie es ligeramente más grande que el chorlitejo grande (Charadrius hiaticula), y similar al chorlitejo mongol grande (Charadrius leschenaultii) y al chorlitejo mongol chico (Charadrius mongolus) en apariencia. Sus patas son más delgadas y largas que los anteriores chorlitejos, y tiene una lista superciliar blanca prominente, y un pico largo y delgado. También carece de los lados blancos en la cola y una débil franja en el ala.
En el verano los machos tienen el dorso gris-marrón, y el vientre y la cara blancas. El pecho es castaño, bordeado de negro hacia abajo. Otros plumajes tienen una franja gris-marrón en el pecho, aunque la hembra de verano puede mostrar un pizca de castaña. La canto es un «chip» agudo.

## Distribución y hábitat
El chorlitejo del Caspio se reproduce en Asia occidental en la zona del mar Caspio. Su distribución incluye el sur de Rusia, Turquía, Irán, Turkmenistán, Kazajistán, Uzbekistán y Afganistán. Habita en estepas, zonas semidesérticas, salares y suelos salinos con escasa vegetación arbustiva hasta una altitud de ~ 800 m (2625 pies). Después de la temporada de reproducción, emigra a África oriental y meridional, tan lejos como el río Zambeze. Su alojamiento en invierno suele ser pastizales secos, dunas costeras, marismas, planicies de inundación en seco y tierra casi cultivada. Este chorlito es un vagabundo muy raro a Europa occidental. También es un raro vagabundo en Australia.

## Comportamiento

### Alimentación
Se reproduce en pastizales abiertos en Asia central, principalmente en el norte y este del mar Caspio. Cría en colonias sueltas. La hebra pone tres huevos en un nido construido en el suelo desnudo o entre la mínima vegetación.

### Reproducción

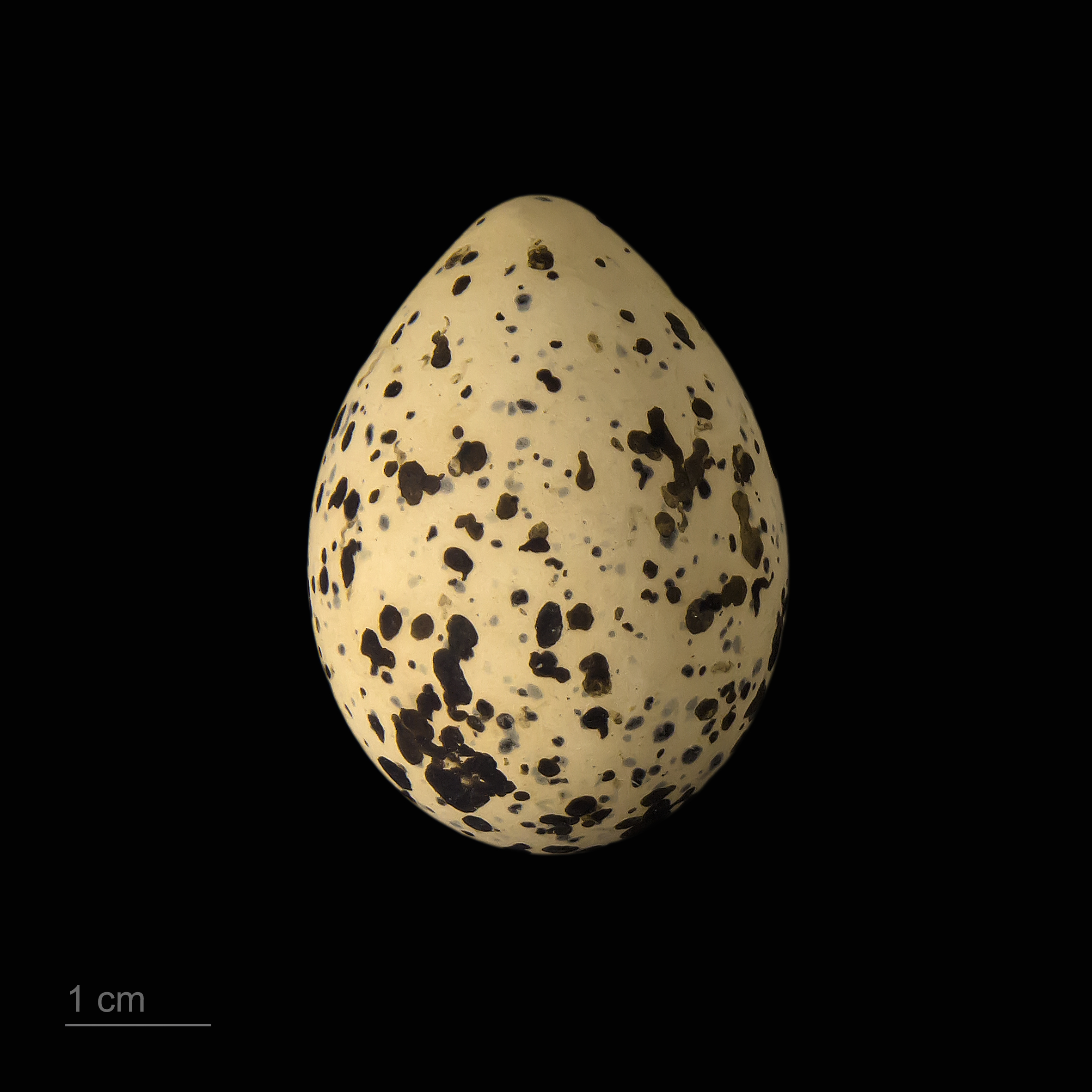
Charadrius asiaticus - MHNT

Se alimenta de una manera similar a otros chorlitejos: atrapando escarabajos, termitas, hormigas, saltamontes, pequeños caracoles y otras presas pequeñas, principalmente desde el suelo. Ocasionalmente come las semillas del pasto.

## Estado de conservación
El chorlito asiático chico tiene una distribucióon muy amplia. El número de aves podría estar disminuyendo lentamente debido a la degradación de su área de reproducción, especialmente en Europa. Sin embargo, la UICN lo sigue clasificando como de «preocupación menor», ya que no se tiene en cuenta una tasa de disminución que justifique ponerlo en una categoría de más amenazada.
Es una de las especies que son objeto de la Agreement on the Conservation of African-Eurasian Migratory Waterbirds (AEWA).